# Otto Petri (Leichtathlet)
Otto Heinrich Petri (* 29. September 1902 in Hamburg; † 7. Februar 1982 ebenda) war ein deutscher Leichtathlet, der sich auf den Langstreckenlauf spezialisiert hatte.

## Sportliche Karriere
Otto Petri startete bis 1928 für Hellas Hamburg und von 1929 bis 1933 für DSV Hannover 78.
Bei Deutschen Meisterschaften war Petri 1925 in Berlin Zweiter im 5000-Meter-Lauf. Im 10.000-Meter-Lauf siegte er 1927 in Berlin, 1930 in Berlin und 1931 in Berlin Hinzu kam der Meistertitel im Waldlauf 1927 in Heilbronn sowie eine Goldmedaille mit der 4mal-1500-Meter-Staffel 1930 und eine Silbermedaille 1931.
Von 1927 bis 1931 nahm Otto Petri an sechs Länderkämpfen teil.

## Bestleistungen
- 5000 Meter: 15:01,6 Minuten am 31. August 1930 in Hannover
- 10.000 Meter: 31:55,1 Minuten am 12. Juli 1930 in Hamburg (Verbesserung des deutschen Rekordes)